# ユーテルゼン
座標: 北緯53度41分 東経9度40分 / 北緯53.683度 東経9.667度

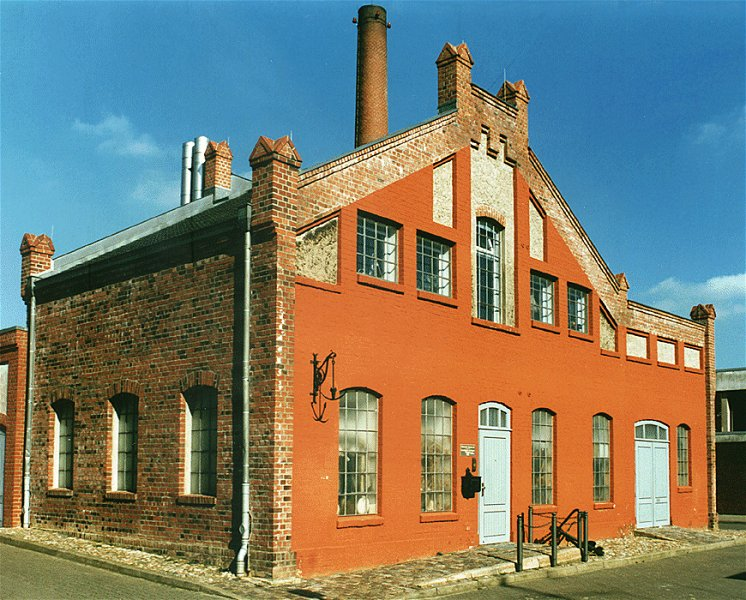
博物館 ユーテルゼン

ユーテルゼン (Uetersen')  (ˈyːtɐzən) とは、ドイツの都市。シュレースヴィヒ＝ホルシュタイン州のピンネベルク郡にある。人口約18,000 人。1234年に創設された。ハンブルクから30kmほどに位置する。同名のバラの品種（ただし英語読みでウエテルセン）がある。

## 引用
1. ↑  Statistikamt Nord – Bevölkerung der Gemeinden in Schleswig-Holstein 4. Quartal 2023 (XLSX-Datei)